# Kaj Nielsen (atlet)
 Der er flere personer med dette navn, se Kaj Nielsen.
Kaj Nielsen (født 1940) er en tidligere dansk atlet. Han var medlem af Københavns IF.

## Danske mesterskaber
- Bronze 1958 400 meter hæk 59,2
- Bronze 1957 400 meter hæk 58,8

## Personlige rekord
- 400 meter: 52,2 1957
- 800 meter: 2,00,0 1958
- 110 meter hæk: 16,9 1957
- 400 meter hæk: 58,0 1957